# رقابة ذاتية

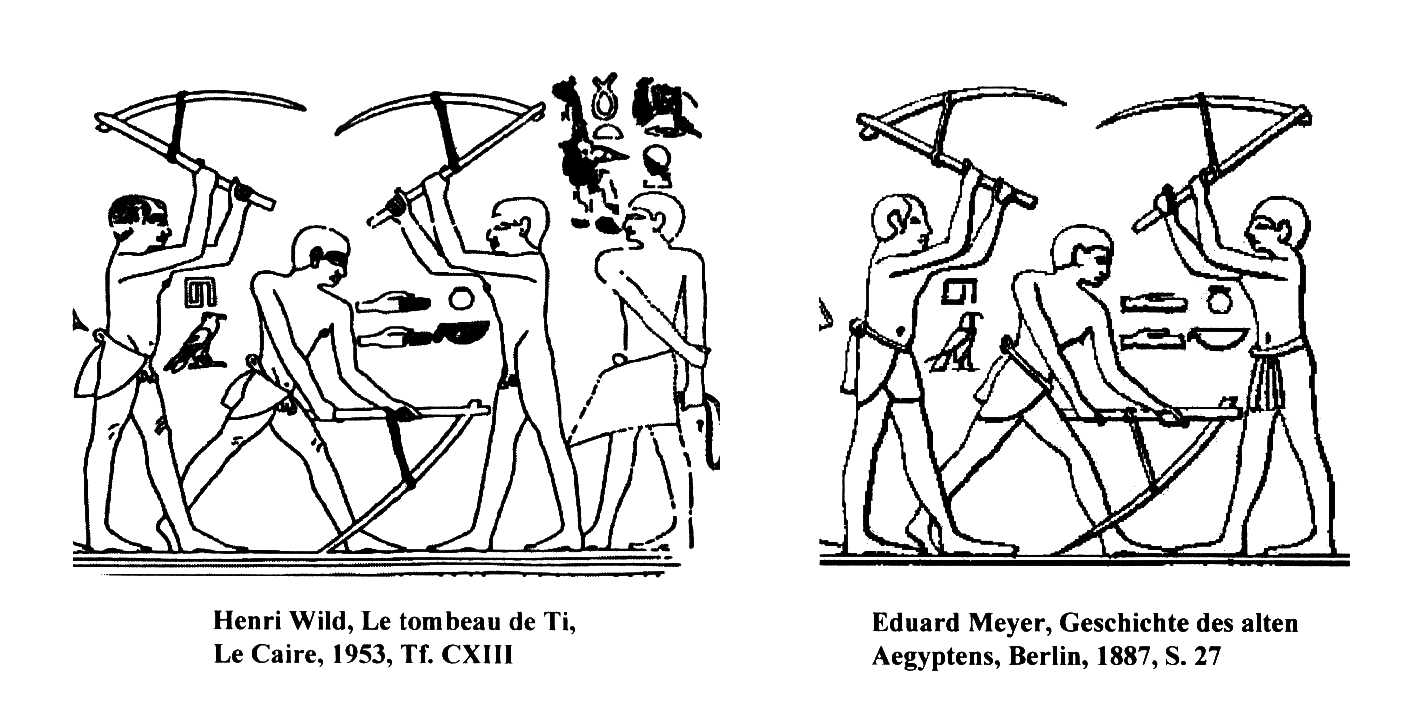
إعادة إنتاج صحيحة (على اليسار) ومزيفة لمخطط في مصطبة تي.

الرَقابة الذاتية هي حجبُ المؤلف بنفسه لعِملاته (كتباً كانت أو أفلاماً أو مقالات…) ليس تحت أيّة قوانين أو سلطان، وإنّما خشية إثارة الآخرين أو سخطهم أو تعصّبهم بالتطرّق لأمور حسّاسة؛ ويكون بتجنّب الحديث عن ما يمس أشياء كسياسة الدولة في البلدان التسلطية، أو أسس الدين والفوارق بين الأشخاص. وأيضاً بتفادي الإسهاب في التحدث عن الأمور الداخية، كمناقشة قناة لمشكل يهم الشركة المالكة لها.

## وصلات خارجية
- شهادات من ثلاثة صحافيين، مغربي والبحراني وتونسي عن الرقابة والرقابة الذاتية بالإنجليزية علىٰ عمرانية
- بعد التخوف من إثارة أهل الحفائظ لتطرفها ضد رسول الله محمد،إلغاء أوبرا ايدومينيو وبرلين ضد الرقابة الذاتيةعلىٰ Deutsche Welle.
- ربى صقر تحدث FREEMUSE عن رقابة الفنان الذاتية في الشرق الأوسط.